# Cima dei Preti
Cima dei Preti to szczyt w Alpach Karnickich we Włoszech. Leży na granicy dwóch prowincji: Pordenone i Belluno. To najwyższy szczyt południowych Alp Karnickich. Znajduje się na terytorium Parku Narodowego Dolomitów Friulańskich.